# Mbarara
Mbarara  este un oraș  în  Uganda. Este reședinta  districtului Mbarara.